# Pfyfferhus

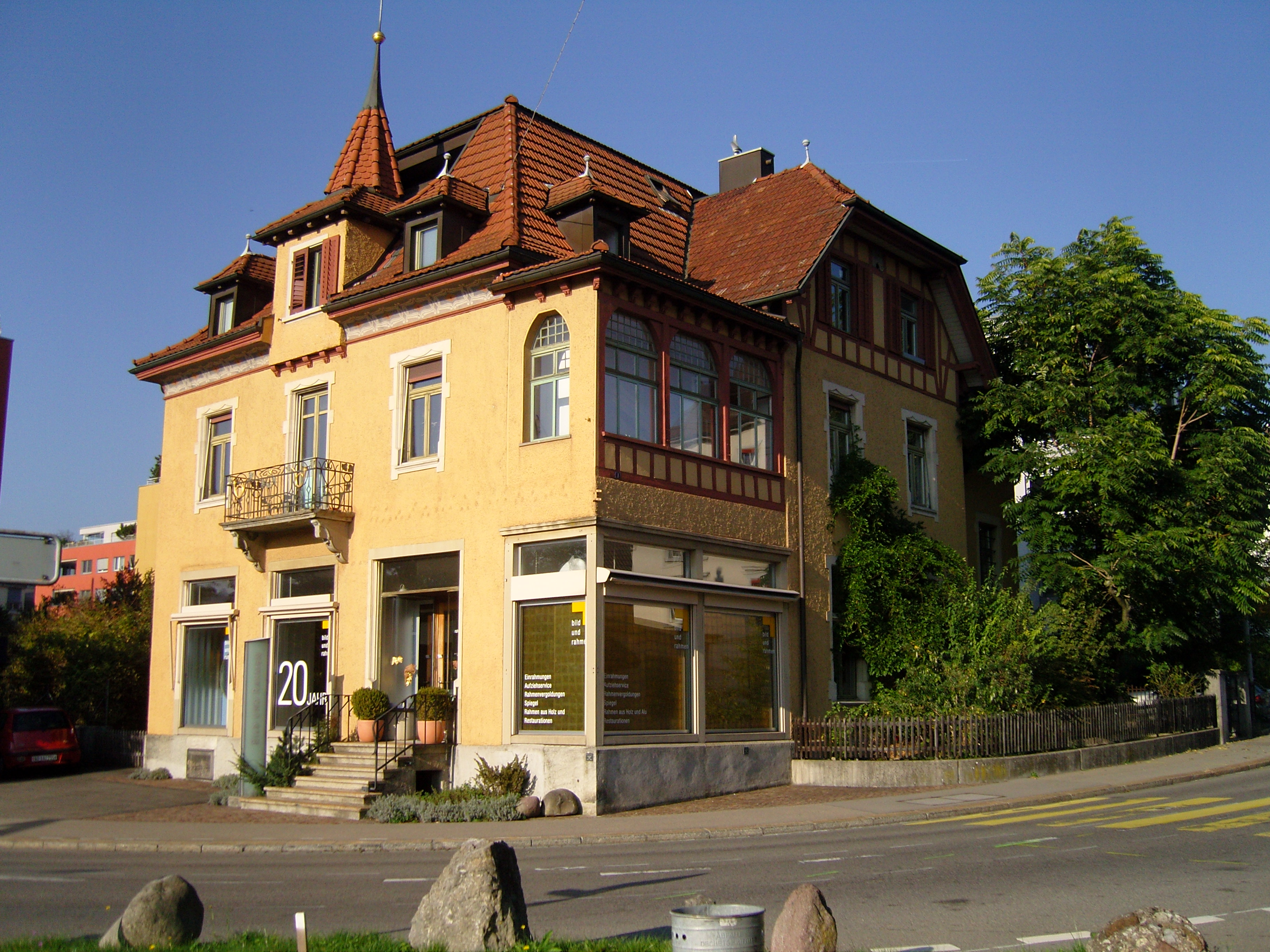
Pfyfferhus, Oktober 2011

Das Pfyfferhus (auch Pfyfferhaus und Pfyfferhuus) war ein Gebäude in Wettingen, das von der Eidgenössischen Postverwaltung errichtet worden war (Bahnhofstrasse 1). Seit Juli 2011 lag eine rechtskräftige Abbruchbewilligung vor. Im August 2013 wurde es abgerissen, weil es noch nicht in der Denkmalschutzliste eingetragen war, obwohl mehrere Bürger- und Bürgergruppenproteste vorlagen.
Das Grundstück Altes Postgebäude an der Ecke Bahnhof- /Seminarstrasse liegt gegenüber der Drehscheibe des Bahngeländes Bahnhof Wettingen. An der Stelle wurde 2016/2017 ein Wohn- und Geschäftshaus errichtet, welches in der Gestaltung der Bebauung im Quartier Etzelmatt entspricht.

## Geschichte

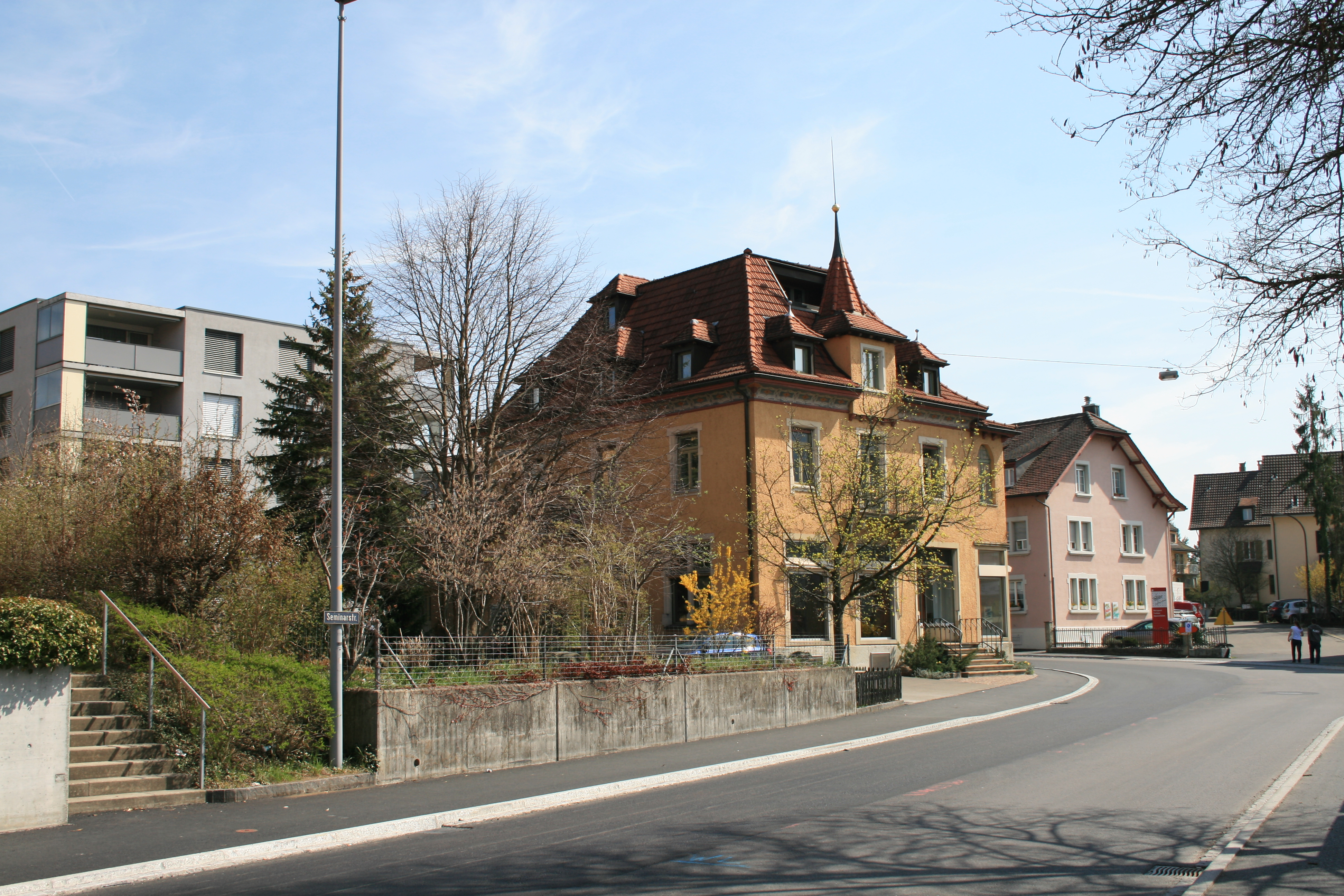
Pfyfferhus, Frühjahr 2012

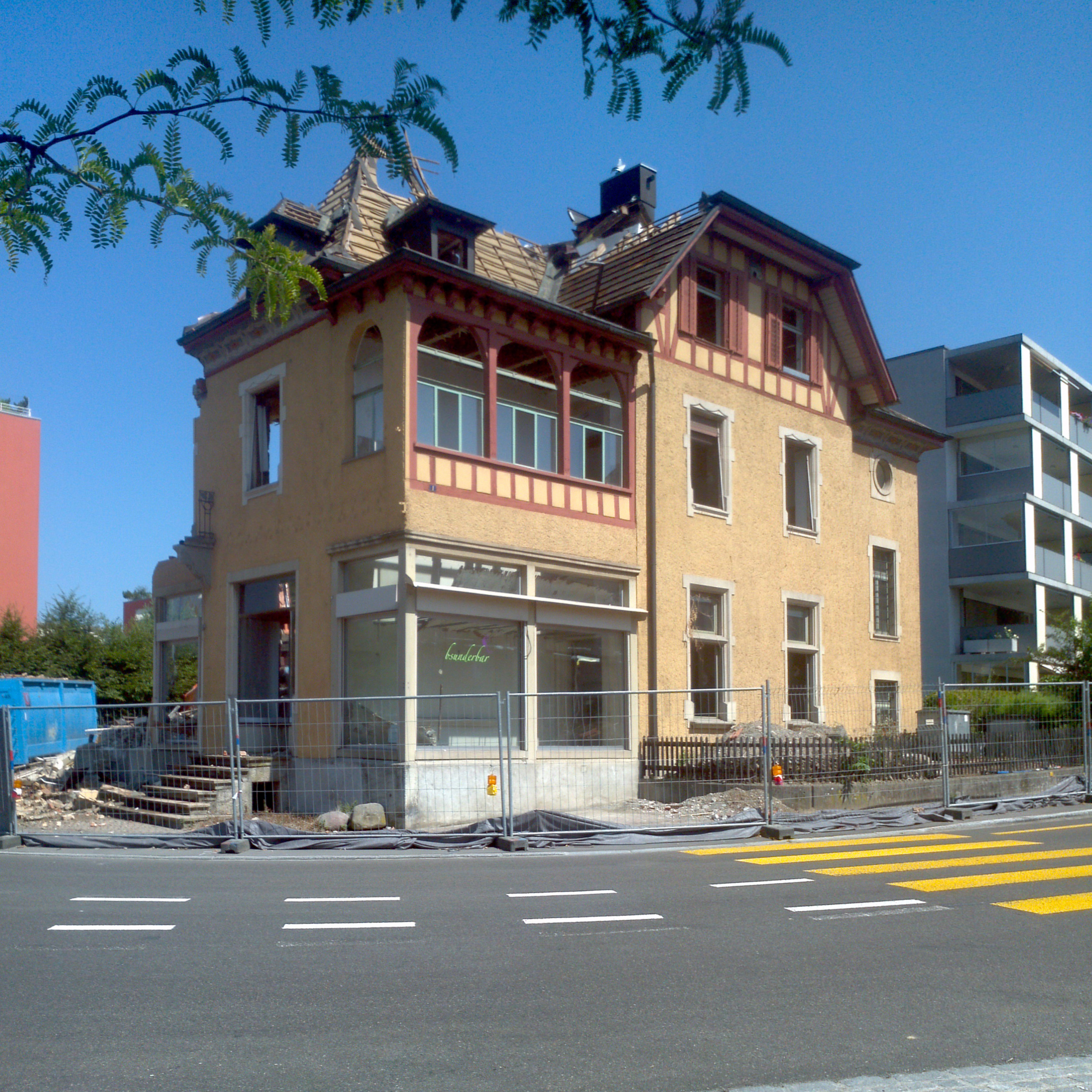
Abriss, August 2013

Das Haus wurde 1905 im Auftrage der «Sternen»-Wirtin Margrit Schweri erbaut und als Post- und Telegrafenstation eingerichtet. Schweri war dort erste Posthalterin bis 1908. Am 1. Oktober 1923 unterzeichnete der ehemalige Seminardirektor des Klosters Wettingen, Ivo Pfyffer, den Kaufvertrag mit Margarita Schweri-Ochsner. Der Mietvertrag mit der Post wurde gleichzeitig übernommen und am 1. März 1925 bis 31. März 1933 verlängert. 1934 wurde es für seinen Sohn, dem Apotheker Ivo August Pfyffer, als Apotheke umgebaut, von dem es seinen Namen hatte. Die Apotheke wurde am 1. Mai 1935 eröffnet und am 1. Mai 1975 für immer geschlossen. Seit März 1933 war das Postamt in neue Räumlichkeiten direkt gegenüber dem Bahnhof umgezogen. Dieses Gebäude wurde 1967 nach Westen hin wesentlich erweitert und ist unverändert in Betrieb. In den letzten 30 Jahren des Pfyfferhus’ war dort ein Rahmengeschäft beheimatet.

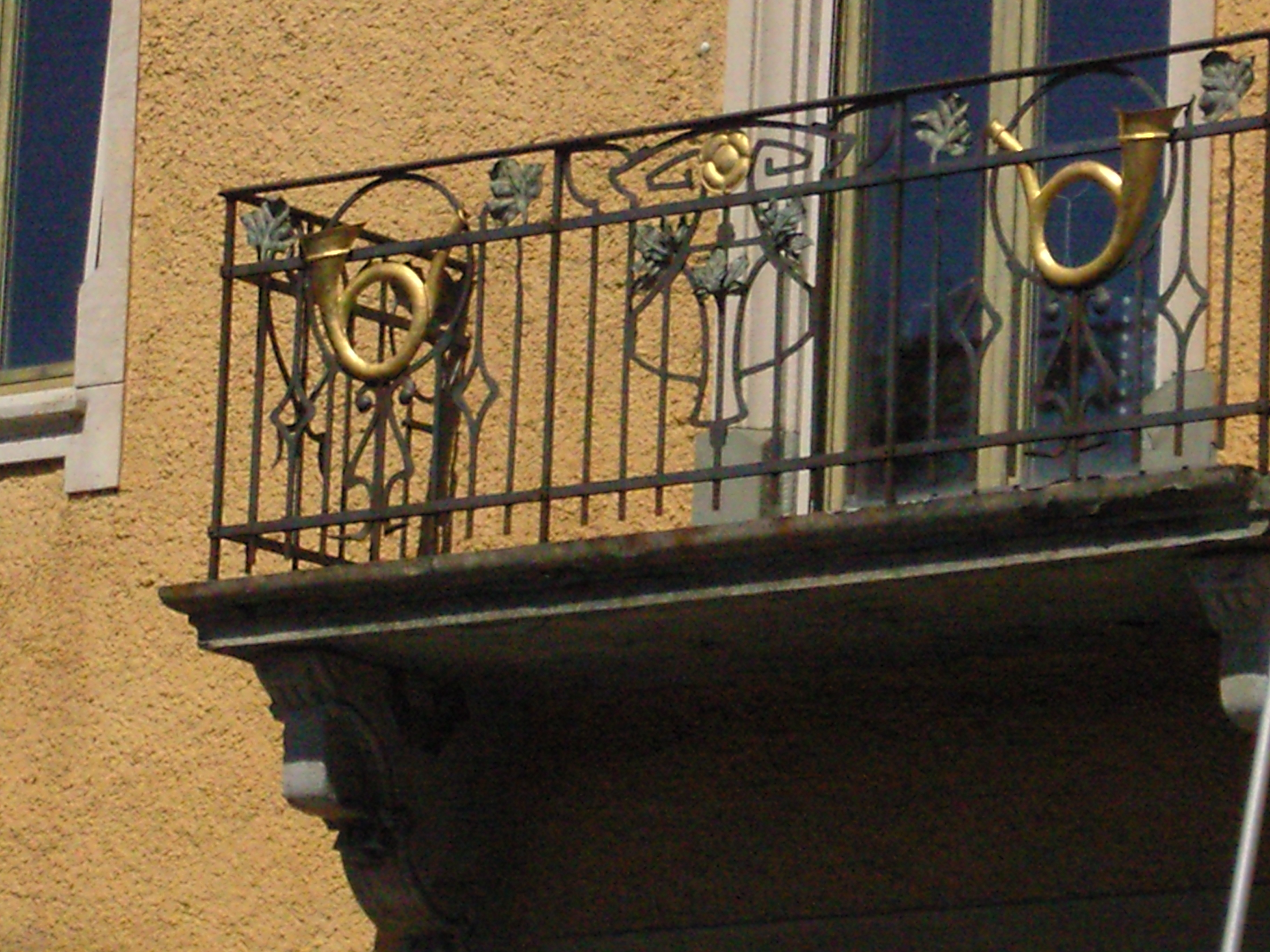
Pfyfferhus, Balkon mit Posthorn

Die erste Poststelle in Wettingen war seit dem 1. Februar 1871 im sogenannten «Wyrsch-Haus» an der Klosterstrasse, besser bekannt als «Gasthaus zum Alten Löwen» gegenüber der Klosterkirche Wettingen untergebracht. Dies war zunächst nur eine sogenannte «Postablage». Seit 1. November 1845 war diese zunächst im Dorf und bekam zum 31. Juli 1849 den Status der Eidgenössischen Ablage. Die Sendungen wurden täglich von Baden aus zugestellt; ab 1855 erfolgten zwei Zustellungen täglich. Das Zustellgebiet konzentrierte sich überwiegend auf den ehemaligen Klosterbezirk, wo die Spinnerei und Weberei Wild ansässig war und ihre Arbeiter wohnten. Auch wenige Adressen jenseits der Bahnstrecke Zürich–Baden und der Gemeindebann Neuenhof gehörte dazu. 1890 wurde die Postablage zu einem Postbureau III. Klasse heraufgestuft, 1912, dann schon am neuen Standort, wird sie zum Postamt klassifiziert. Die starke Expansion des Siedlungsgebietes von Wettingen erhöhte die Arbeit auf der Poststelle erheblich. Während im Jahr 1870 13'105 Postsendungen am Postamt Wettingen 1 aufgegeben wurden, waren dies 1900 schon 39'460.

## Bedeutung
Das Ortsbild rund um die Drehscheibe, also dem südlichen Ende des Bahnhofes, wurde massgeblich vom Pfyfferhus geprägt. Das erste Postgebäude mit seinen dezenten Jugendstil-Elementen stand für den «selbstbewussten Aufbruch bürgerlichen Unternehmertums und öffentlicher Infrastruktur ins 20. Jahrhundert». Es stellte einen städtebaulichen Baustein in einem Ensemble mehrerer in der gleichen Epoche gebauten Häuser im Bereich der alten Verbindungsstrasse zwischen Dorfkern und Kloster dar und stand für das Qualitätsbewusstsein damaliger Bauherren und genehmigender Behörde. Nach Egloff war das Pfyfferhus «damals das schönste und modernste Haus von Wettingen».